# Babyloniska upproret (626 f.Kr.)
Det babyloniska upproret 626 f.Kr. var ett uppror mot Assyrien lett av general Nabopolassar med syfte att göra Babylon till en självständig stat. Upproret anses ha pågått mellan 626 och 620 f.Kr. och ses som del av den Medo-Babyloniska erövringen av Assyrien. Upproret markerar början av det neo-babyloniska imperiet som kom att spela en avgörande roll i det assyriska imperiets fall.

## Bakgrund
Ända sedan Babylon erövrats av Assyrien 729 f.Kr. hade nästan samtliga av de assyriska kungarna plågats av det "babyloniska problemet". Ständigt återkommande uppror i området hade försökt lösas både genom att låta bränna ned staden helt samt genom att ge dem en vasallkung med nästan total självständighet men ingenting hade fungerat. Efter 103 år av assyrisk ockupation drog den assyriske generalen Nabopolassar fördel av andra pågående uppror i riket och han lät sig krönas till kung av Babylon, därmed inleddes vad som skulle bli rikets sista uppror mot arvfienden i norr.

## Upproret
626 f.Kr. hade den assyriske kungen Sinsharishkun (627–612 f.Kr.) efterträtt sin bror Ashur-etil-ilani (631–627 f.Kr.) på den assyriska tronen. Ashur-etil-ilani's general Sin-shumu-lishir gjorde då uppror mot Assyrien och general Nabopolassar tog fördel av det pågående inbördeskriget genom att anfalla och erövra både Babylon och Nippur. Kung Sinsharishkun vann inbördeskriget mot Sin-shumu-lishir och gick sedan till anfall mot Nabopolassar och hans nyerövrade städer. Anfallet gick till en början bra och i oktober 626 f.Kr. hade den assyriska armén intagit Nippur. Dock drevs de tillbaka vid Babylon och den 22 eller 23 november 626 kröntes Nabopolassar officiellt till kung av Babylon vilket innebar att staden nu ansågs självständig. 
Sinsharishkun gav dock inte upp, mellan 625 och 623 f.Kr. utförde han flera lyckade kampanjer mot det nya babyloniska riket, assyrierna erövrade Sippar och vid Nippur slogs ett babyloniskt motanfall tillbaka. Dock började andra städer i södra Mesopotamien att göra uppror mot Assyrien vilket resulterade i att Sinsharishkun tvingades avvika från sin kampanj mot själva Babylon för att istället hantera de upproriska städerna längre söder ut som anslutit sig till babylonierna. Även den sumeriska kampanjen gick bra och Sinsharishkun erövrade städer ända ned till Uruk.
Kriget hade här kunnat nå sitt slut om det inte vore för ännu en upprorisk general i Assyrien. Denna general, vars namn är okänt, startade sitt uppror någonstans i Assyriens västra provinser och lyckades till och med inta Assyriens huvudstad Nineveh vilket resulterade i att Sinsharishkun tvingades avbryta sin kampanj i Babylonien för att återta staden. Då Sinsharishkun tagit med sig större delen av sin armé till Assyrien passade Nabopolassar på att erövra de kvarvarande delarna av forna Babylonien från assyrierna. Vid 620 f.Kr. hade han erövrat södra Mesopotamien och Assyrien kom aldrig att återta de områdena. Det Babyloniska upproret anses därmed ta slut 620 f.Kr..

## Efterspel
Efter att ha återställt det babyloniska riket fortsatte Nabopolassar sitt krig mot Assyrien. Vid 616 f.Kr. hade hans armé nått ända till Balikh-floden och trots att Egypten gett sig in i kriget på Assyriens sida fortsatte hans armé att vinna seger efter seger ända tills de besegrades vid Assur . Ett stillestånd uppstod därefter mellan de båda sidorna men i oktober eller november 615 f.Kr. beslutade medierna under kung Kyaxares  sig för att invadera det försvagade assyriska riket. Medierna erövrade Arrapha och gjorde staden till sin bas för vidare kampanjer och 614 f.Kr. anföll de både Nineveh och Kalhu men misslyckades med att inta städerna, de besegra dock assyrierna i slaget vid Tarbisu som erövrades. Därefter begav sig Cyaxares armé till Assur som intogs och plundrades. Utanför Assur mötte medierna den babyloniska armén och de två rikena formade en anti-assyrisk allians. Strax efter Assurs fall gjorde Sinsharishkun sin sista motoffensiv, då mot den babyloniska armén vid Rahilu. Nabopolassar fick dock reda på att assyrierna var på väg och han drog tillbaka sin armé innan assyrierna kom fram, motoffensiven rann därmed ut i sanden och inget slag utkämpades. 
I april eller maj 612 f.Kr. marscherade den enade Medo-babyloniska armén mot Nineveh och i juni samma år påbörjade de belägringen av staden. I augusti lyckades Medo-baylonierna bryta sig igenom Nineveh's murar och staden plundrades och brändes. Vad som hände med Sinsharishkun är okänt men han tros ha dött i och med att Nineveh föll. Fyra år senare (609 f.Kr.) besegrades Assyriens sista kung, Ashur-uballit II, vid Harran vilket markerar slutet för det assyriska imperiet.